# Батонишвили
Батонишвили (груз: ბატონიშვილი, царевич) — это титул царственных принцев и принцесс, которые происходят от царей из династии Багратионов с предикатом к именам, например:
- батонишвили Александр,
- батонишвили Иоанн,
- батонишвили Вахушти и прочие.

В конечном итоге, этот титул стали носить не только дети правящего царя (мефе, მეფე), но и все представители мужского пола, являющиеся потомками царей. Обычным атрибутом или формой обращения к батонишвили было «უგანათლებულესი» (уганатлебулеси, uganatlebulesi), что значит «самый блестящий» или «Высочайший», «Почтеннейший».

## История титула
В монархиях Кавказа существовало несколько типов дворян, некоторые из которых время от времени осуществляли более или менее суверенную власть, чьи титулы склонны путать с титулом и званием Батонишвили при переводе с грузинского на другие языки. Так отчасти потому, что не было точных западных эквивалентов для этих титулов, и отчасти потому, что все они стали переводиться русским словом «князь» по мере того, как Россия все больше доминировала в регионе.
Список грузинских титулованных семей был приложен к Георгиевскому трактату 1783 года между Грузией и Россией в соответствии со статьей IX обещания, что Россия позволит этим семьям «… пользоваться всеми теми же привилегиями и преимуществами, что и русское дворянство».
Необъяснимо, что в списке не различались ранги семей, включенных в него (хотя они, по-видимому, были перечислены в порядке убывания ранга). Россия со временем добавила их всех в Пятую дворянскую книгу, в которую уже были включены дворяне, имевшие княжеский титул, но не претендовавшие на суверенное или квазисуверенное звание.
Первой семьей, упомянутой в договорном списке, была семья Багратионов, к которой принадлежали царь Грузии и агнаты, но отныне они и все другие семьи получили титул князя и чин обычного дворянина в России. На самом деле, члены картлийской (в том числе мухранского потомства царя Вахтанга V), кахетинской и имеретинской ветвей династии Багратионов носили титул батонишвили в Грузии и имели потомков, живших в России в XIX веке. Наследники Кахетии и Имеретии были депортированы в Россию после присоединения их царств в 1801 и 1810 годах соответственно.
Тем не менее, при русском дворе им было разрешено носить русский титул, эквивалентный Батонишвили, царевичу, до 1833 года, года после неудавшегося переворота с целью восстановления грузинской короны в 1832 году, которым руководил Окропир Багратион-Грузинский. С тех пор царские наследники Грузии и их потомки были понижены в звании до князей и светлейших князей, как светлейший князь Грузинский, князья Багратион и светлейший князь Имеретинский соответственно.